# Grand Prix Oranu
Grand Prix Oranu, oficj. Grand Prix d’Oranie – wyścig samochodowy Grand Prix w Algierii, który odbywał się w latach 1930 i 1932. Wyścig miał miejsce na liczącym 9,017 km ulicznym torze Circuit Automobile d'Arcole znajdującym się w pobliżu wsi Arcole na wschód od Oranu.

## Zwycięzcy
| Rok  | Tor    | Seria      | Zwycięzca           | Samochód     | Źródło |
| ---- | ------ | ---------- | ------------------- | ------------ | ------ |
| 1930 | Arcole | Grand Prix | Jean de Maleplane   | Bugatti T35C | [ 2 ]  |
| 1932 | Arcole | Grand Prix | Jean-Pierre Wimille | Bugatti T51  | [ 3 ]  |